# Sjarhej Veramko
Sjarhej Mikalajevitj Veramko (belarusiska: Сяргей Мікалаевіч Верамко, łacinka: Siarhiej Mikałajevič Vieramko; ryska: Сергей Николаевич Веремко, Sergej Nikolajevitj Veremko), född 16 oktober 1982 I Minsk, Vitryska SSR, Sovjetunionen (nuvarande Vitryssland), är en vitrysk fotbollsspelare (fotbollsmålvakt) som för närvarande spelar för Krylja Sovetov Samara.